# Grävsjön, Småland
Grävsjön är en sjö i Åtvidabergs kommun i Småland och ingår i Vindåns huvudavrinningsområde. Sjön har en area på 0,793 kvadratkilometer och ligger 47,1 meter över havet. Sjön avvattnas av vattendraget Kvarnån.

## Delavrinningsområde
Grävsjön ingår i det delavrinningsområde (644779-152942) som SMHI kallar för Mynnar i Vindommen. Medelhöjden är 90 meter över havet och ytan är 20,48 kvadratkilometer. Det finns inga avrinningsområden uppströms utan avrinningsområdet är högsta punkten. Kvarnån som avvattnar avrinningsområdet har biflödesordning 2, vilket innebär att vattnet flödar genom totalt 2 vattendrag innan det når havet efter 30 kilometer. Avrinningsområdet består mestadels av skog (82 procent). Avrinningsområdet har 0,85 kvadratkilometer vattenytor vilket ger det en sjöprocent på 4,2 procent.